# Вершина Юзика
Вершина Юзика — гора (максимальная отметка 1291 м над уровнем моря) Тункасского хребта (Кузнецкий Алатау).
Располагается на границе Республики Хакасия с Кемеровской областью (54° 53' сш., 88° 37' вд.).
На восточных склонах горы берут начало реки Юзик (левый приток реки Сарала), Зобровка (верховья реки Кия). Западные склоны крутые, восточные — пологие, покрыты темнохвойной тайгой.